# Große Honschaft (Hückeswagen)
Die Große Honschaft war im Mittelalter und der Neuzeit eine Honschaft im Kirchspiel Hückeswagen im bergischen Amt Hückeswagen (ab 1555 Amt Bornefeld-Hückeswagen). Sie war eine von vier Honschaften der Außenbürgerschaft Hückeswagen.
Im Jahr 1797 wurden für die Honschaft 540 Einwohner, 120 Feuerstätten, 1.177 bergische Morgen Ackerland, 140 berg. Morgen Wiesen, 1.778 berg. Morgen Wald, sowie sieben Pferde und 420 Ochsen und Kühe verzeichnet.
Die Honschaft überstand die kommunale Neuordnung im Großherzogtum Berg unter französischer Verwaltung ab 1806. Nach Abzug der Franzosen aus dem Rheinbundstaaten 1813 nach der Niederlage in der Völkerschlacht von Leipzig wurde unter Preußen die Honschaft 1815 der Bürgermeisterei Hückeswagen im Kreis Lennep zugeordnet.
Zu der Honschaft gehörten 1832 laut der Statistik und Topographie des Regierungsbezirks Düsseldorf die Wohnplätze und Hofschaften (originale Schreibweise) Hagenbüchen, Knefelsberg, Sohl, Holte, Elbertzhagerhäuschen, Vogelsholl, Kaisersbusch, Warth (Hückeswagen), Rauzenberg, Odenholl, Niederburghof, Oberburghof, Purd, Nieder- und Oberschückhausen, Bockhacken, Strasburg, Kotthausen, Strasweg, Wickesberg, Großkatern, Kleinkatern, Bochen, Linde, Dörpfeld, Kurzfeld, Strucksfeld, Stote, Maisdörpe, Oberdörpe, Niederdörpe, Sonnenschein, Siepen, Niederwinterhagen, Oberwinterhagen, Heyd, Junkernbusch, Wiehagen, Westhofen, Schneppendahl, Röttchen, Kleinscheid, Großenscheid, Altenhof, Wegerhof, Busenbach und Busenberg.
Laut der Statistik besaß die Honschaft 1815/16  eine Einwohnerzahl von 1.272. 1832 betrug die Einwohnerschaft 1.505, die sich in 502 katholische und 1.003 evangelische Gemeindemitglieder aufteilten. Die Wohnplätze der Honschaft umfassten zusammen eine Schule, 169 Wohnhäuser und 310 landwirtschaftliche Gebäude.
Am 10. Januar 1861 wurden die Außenbürgerschaft Hückeswagen mit ihren vier Honschaften in die Landgemeinde Neuhückeswagen umgewandelt.